# Gliese 445
Désignations
Gliese 445 (Gl 445, AC+79 3888) est une étoile de classe M de la séquence principale, située dans la partie boréale de la constellation de la Girafe. Elle se trouve actuellement à ∼ 17,1 a.l. (∼ 5,24 pc) du Soleil et a une magnitude apparente de 10,8. 

Elle est circumpolaire au nord du Tropique du Cancer, mais invisible à l'œil nu. 

Gliese 445 étant une naine rouge de masse 0,15 masse solaire, les astronomes ne pensent pas que des planètes autour d'elle pourraient soutenir la vie.

## Rencontre future avec Voyager 1
Cette étoile s'est fait connaître car il est estimé que la sonde Voyager 1 s'en rapprochera à moins de 1,6 al dans environ 40 000 ans, lorsque Gliese 445 passera à environ un parsec du Soleil (voir chapitre suivant).

## Passage près du système solaire

Distances des étoiles les plus proches depuis 20000 ans et jusque dans 80000 ans.

Gliese 445 se rapproche du système solaire à 120 km/s. Dans 40 000 ans, elle sera à environ 1,059 pc (∼3,45 al) du Soleil, mais ne sera toujours pas assez brillante pour être visible à l'œil nu. D'autres étoiles (en), par exemple Alpha Centauri, se seront d'ailleurs déjà rapprochées davantage.